# Sinfonia n.º 36 (Mozart)

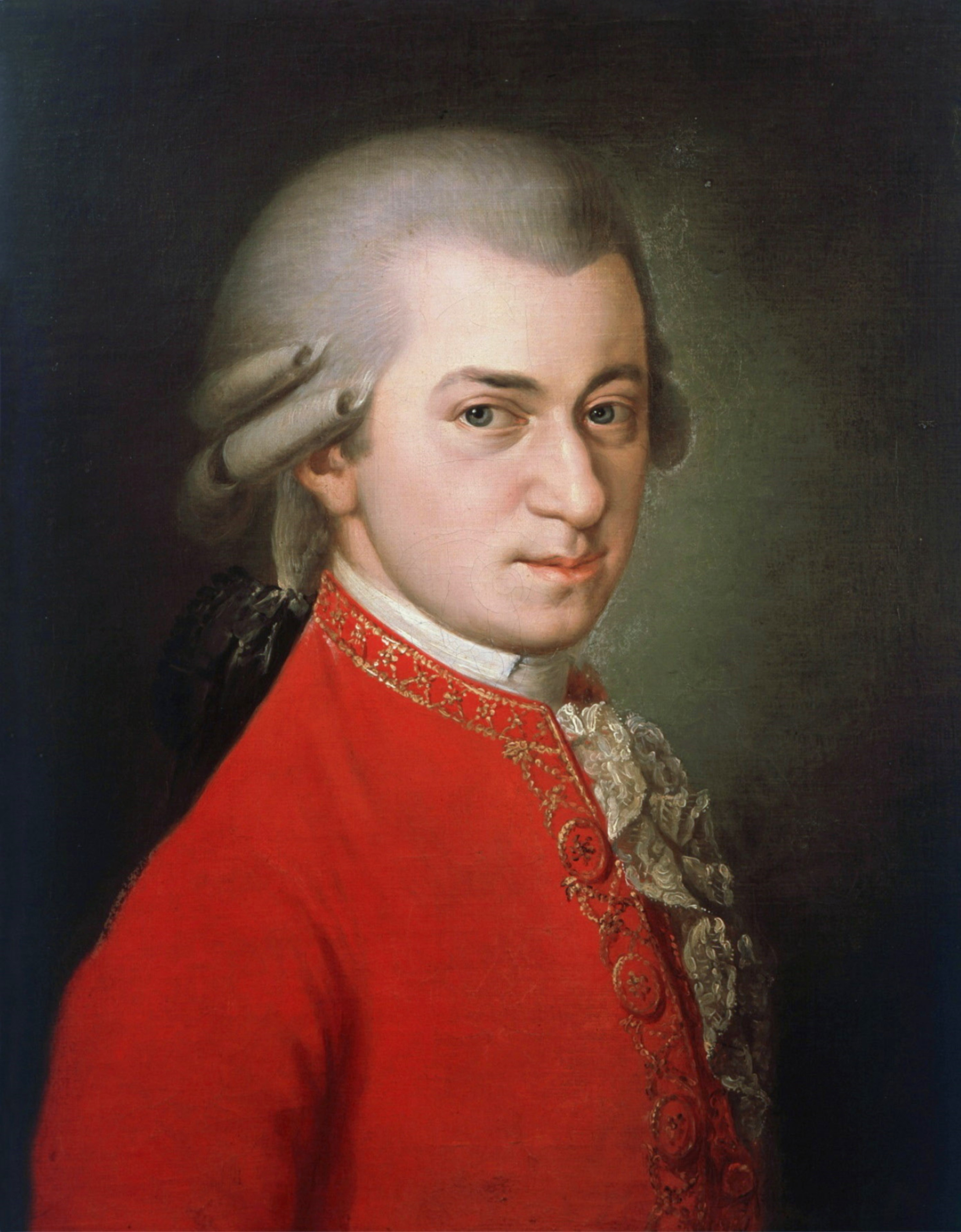
Mozart

A Sinfonia nº 36 em dó maior, K. 425, também conhecida como Sinfonia de Linz, foi escrita por Wolfgang Amadeus Mozart durante uma escala na cidade austríaca de Linz no caminho de volta de Salzburgo para Viena no final de 1783. A sinfonia inteira foi escrita em quatro dias para acomodar o anúncio do conde local, ao ouvir a chegada dos Mozarts a Linz, de um concerto. A estreia em Linz ocorreu em 4 de novembro de 1783. A composição também foi estreada em Viena em 1 de abril de 1784.  A partitura autógrafa da "Sinfonia de Linz" não foi preservada, mas um conjunto de peças vendidas por Mozart para a corte de Fürstenberg em Donaueschingen em 1786 sobreviveu.

## Estrutura
A sinfonia é composta por 2 oboés, 2 fagotes, 2 trompas, 2 trompetes, tímpanos e cordas.

Existem 4 movimentos:
- Adagio, Allegro spirituoso.
- Poco adagio (Andante).
- Minueto e Trio.
- Presto.[3]

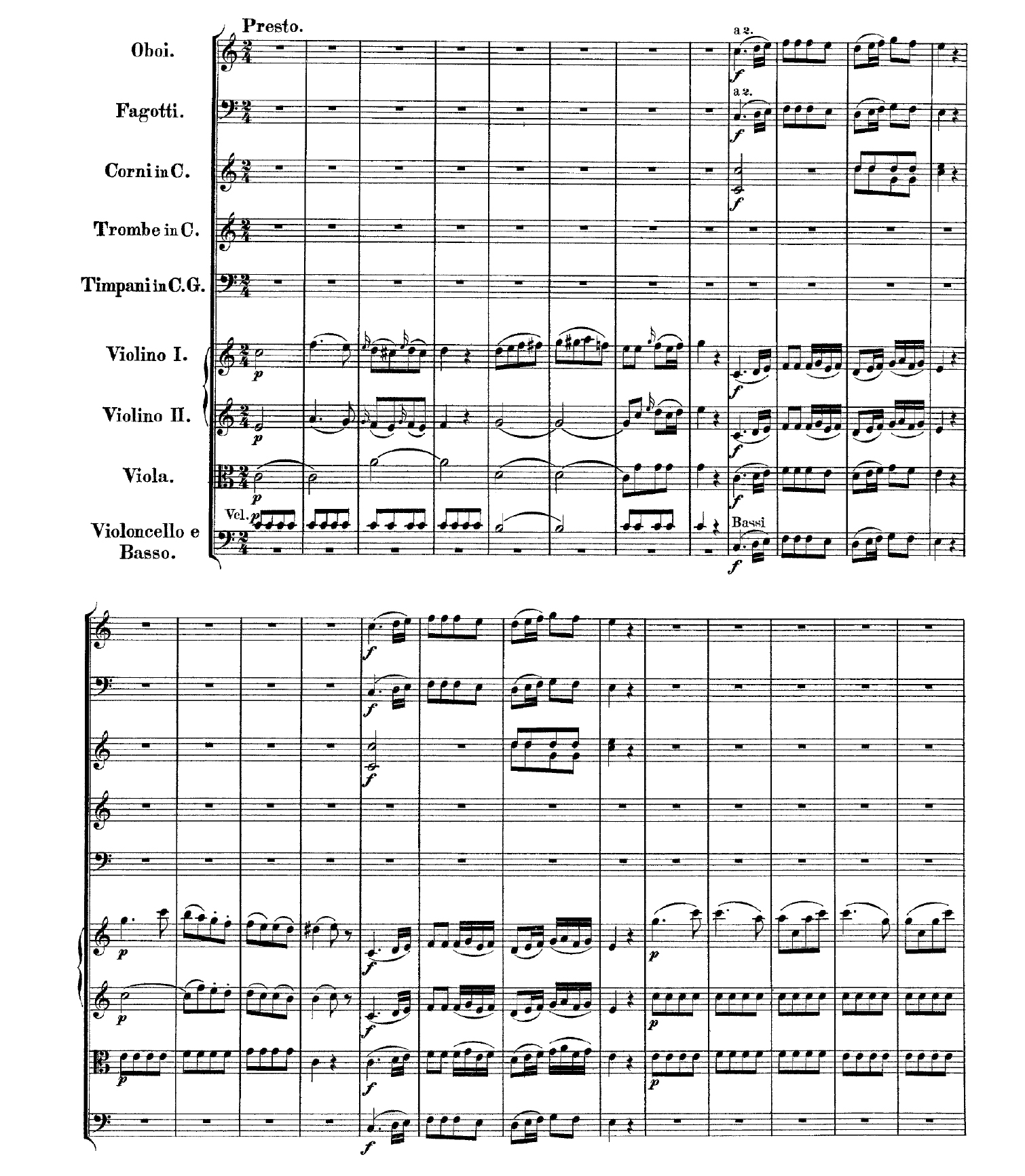
Partitura para Mov 4 da Sinfonia de Mozart em C K.425

Todos os movimentos, exceto o minueto, estão em forma de sonata.
O primeiro movimento cita brevemente o famoso Coro de Aleluia do Messias de Handel na exposição.
O movimento lento tem um caráter siciliano e métrica que era raro nas primeiras sinfonias de Mozart (usado apenas em um dos movimentos lentos de "Paris"), mas apareceria com frequência em obras posteriores, como o nº 38 e o nº 40.
A próxima sinfonia de Mozart é a Sinfonia nº 38. A obra conhecida como "Sinfonia nº 37" é principalmente de Michael Haydn.
| Sinfonia Nº 36 em Dó Maior "Linz"      |                             |
|                                        |                             |
| Composições de Wolfgang Amadeus Mozart |                             |
| Apelido:                               | Linz                        |
| Forma:                                 | Sinfonia                    |
| Tonalidade:                            | Dó Maior                    |
| Movimentos                             | 4                           |
| Data da composição:                    | 1783                        |
| Número da composição:                  | KV. 425                     |
| Andamentos                             |                             |
| Primeiro Movimento                     | Adagio-Alegretto spirituoso |
| Segundo Movimento                      | Poco Adagio                 |
| Terceiro Movimento                     | Menuetto                    |
| Quarto Movimento                       | Presto                      |